# Gülnar (district)
Gülnar is een Turks district in de provincie Mersin en telt 33.785 inwoners (2007). Het district heeft een oppervlakte van 1563,4 km². Hoofdplaats is Gülnar.
De bevolkingsontwikkeling van het district is weergegeven in onderstaande tabel.
| 1997   | 2000   | 2007   |
| ------ | ------ | ------ |
| 33.856 | 38.292 | 33.785 |